# Mo Williams
Maurice "Mo" Williams (Jackson, Mississipi, 19 de desembre de 1982) és un exjugador de bàsquet a l'NBA que es va retirar en finalitzar la temporada 2017. Va desenvolupar la seva carrera de jugador professional íntegrament en l'NBA jugant de Base en un total de set equips: Milwaukee Bucks, Los Angeles Clippers, Portland Trail Blazers, Minnesota Timberwolves, Charlotte Hornets i Cleveland Cavaliers. Prové dels Alabama Crimson Tide de la Universitat d'Alabama, d'on va arribar procedent de la Murrah High School on va fer bon paper, havent estat seleccionat pels Utah Jazz en la segona ronda del Draft de l'NBA de 2003. Va participar en l'All-Star Game de l'NBA de 2009 en substitució del lesionat Chris Bosh.
El 19 de juny de 2016 es va proclamar campió de l'NBA amb els Cleveland Cavaliers.
En retirar-se va iniciar la seva carrera com a entrenador fent d'assistent en la universitat Cal State Northridge.